# متكيسة رئوية جؤجؤية
المتكيسة الرئوية الجؤجؤية (باللاتينية: Pneumocystis jirovecii، كانت سابقا تسمى Pneumocystis carinii) هي فطر شبيه بالخميرة من جنس المتكيسة الرئوية، وهي سبب الالتهاب الرئوي بالمتكيسة الجؤجؤية.
المتكيسة الرئوية الجؤجؤية ممراض بشري مهم، خاصة في حالات نقص المناعة.

## أنظر أيضا
- ذات الرئة الانتهازي